# 中村哲也 (陸上選手)
中村 哲也（なかむら てつや、1973年1月7日 - ）は、日本の陸上競技選手・陸上競技指導者。
1994年広島アジア競技大会において陸上競技4×100mRの第一走者として出場し金メダルを獲得。40年ぶりの金メダル獲得であった。1999年セビリア世界陸上競技選手権大会では、100m日本代表として選ばれる。自己記録は10”26。
東海大学付属浦安高等学校を経て、東海大学文学部卒業。千葉県千葉市出身。

## 主な役職
- 株式会社登利平　代表取締役副社長
- 群馬陸上競技協会　理事
- 群馬マスターズ陸上競技連盟　副会長
- 前橋市陸上競技協会　副会長
- 登利平アスリートクラブ　代表